# 안나라수마나라
안나라수마나라는 하일권이 네이버 웹툰에 연재했던 만화이다. 어려운 살림살이 가운데 이전에 가졌던 마술사에 대한 꿈을 잃어버린 윤아이가, 마술사와 만나게 되면서 예전의 꿈을 조금씩 깨달아 간다는 내용을 담고 있다. 현재 네이버가 네이버 북스로 웹툰 연계 제의를 하였고, 하일권 작가가 이를 받아들여 6화부터는 유료화가 되어있다.